# The Bells of Rheims
The Bells of Rheims è un cortometraggio muto del 1914 diretto da Maurice Elvey.

## Produzione
Il film fu prodotto dalla British & Colonial Kinematograph Company.

## Distribuzione
Distribuito dalla Kin-Ex, uscì nelle sale cinematografiche britanniche nell'ottobre 1914.